# Dan Woodgate
Pour les articles homonymes, voir Woodgate.
Daniel Mark Woodgate (ou Woody Woodgate, né le 19 octobre 1960 à Kensington dans l'ouest de Londres) est un musicien anglais, compositeur et producteur de disques. Au cours d'une carrière de plus de 30 ans, Woodgate s'est fait connaître à la fin des années 1970 en tant que batteur du groupe de ska anglais Madness, avant de devenir membre du groupe de rock alternatif anglo-américain Voice of the Beehive à la fin des années 1980. Woodgate a commencé sa carrière solo en 2015, alors qu'il était toujours membre de Madness, et qu'il sortait l'album In Your Mind.

## Biographie
Enfant, Daniel Mark Woodgate et son jeune frère Nick vivaient avec leur père divorcé dans une grande maison à Camden Town, au nord de Londres. Dan Woodgate a fréquenté la Haverstock School de 1972 à 1978. Après avoir quitté l’école, il a travaillé pendant un certain temps comme écrivain imprimeur d’enseignes, puis comme ouvrier du bâtiment.
Woodgate a reçu son premier kit de batterie à l'âge de 12 ans. Quand Woodgate avait 14 ans, Nick et lui ont formé leur premier groupe appelé Steel Erection. Interrogé par le Daily Express en 2013, Woodgate a rappelé : « Nous étions vraiment proches et avons passé chaque heure de chaque journée ensemble. Quand Nick avait environ 10 ans, papa s'est rendu compte qu'il avait un vrai talent pour jouer de la guitare. Je ne pouvais rien jouer alors j'ai commencé à jouer de la batterie et nous avons formé un groupe appelé Steel Erection ». Les deux ont ensuite joué dans d'autres groupes.
Nick et Dan Woodgate ont continué à avoir des carrières musicales associées. Nick est crédité en tant que co-auteur des chansons de Madness No Money, Kitchen Floor et Leon. Il a également joué de tous les instruments moins la batterie et fourni les voix pour la version démo de Kitchen Floor.

## Madness
Woodgate a rencontré Madness après avoir été présenté à une répétition par leur bassiste Mark Bedford. En 1978, il rejoint le groupe en remplacement de Gavin Rodgers. Après avoir brièvement changé leur nom pour Morris and the Minors le groupe se rebaptise sous le nom de Madness en 1979.
Madness a connu l'essentiel de son succès dans la première moitié des années 1980. Le groupe a passé 214 semaines sur le UK Singles Chart au cours de cette décennie, détenant le record pour la plupart des semaines passées par un groupe dans les Singles Chart dans les années 1980 au Royaume-Uni. Depuis sa formation, Madness a réussi à ce que 15 singles fassent partie du top 10 britannique. L'un d'eux est le single numéro un au Royaume-Uni (House of Fun) et deux sont le numéro un en Irlande, House of Fun et Wings of a Dove.
Woodgate est l’un des auteurs-compositeurs les moins habituels du groupe, mais il est crédité en tant que co-auteur des tubes Le Retour de Los Palmas 7 et Michael Caine. Son seul crédit en solo est sur la chanson Sunday Morning de l'album Rise & Fall et, plus récemment, sur Small World sur Oui Oui Si Si Ja Ja Da Da.

## Voice of the Beehive
Woodgate a également joué de la batterie avec Voice of the Beehive. Les sœurs Tracey (chant / guitare) et Melissa Belland (chant) ont formé le groupe en 1986 avec les membres britanniques Martin Brett (guitare basse), Daniel Woodgate (batterie) et Mike Jones (guitare). Le groupe a connu un succès initial au Royaume-Uni, des États-Unis et en Australie, publiant cinq singles au Top 40 parmi deux albums au Royaume-Uni.
Leur plus grand succès commercial était avec les singles Do not Call Me Baby, Monsters and Angels, I Think I Love You, I Walk The Earth et I Say Nothing de leurs deux premiers albums Let It Bee et Honey Lingers. En 1996, le groupe sort un troisième album, Sex & Misery, puis se dissout. Le groupe se reforma en 2003 et joua une tournée de deux semaines au Royaume-Uni. En 2008, ils ont publié les pistes de la tournée sur un CD intitulé Don't Call Me Baby.

## Fin de carrière
Durant la période 1992-1995, Woodgate a travaillé avec son propre groupe Fat, jouant dans des clubs en Angleterre, en France et aux États-Unis. Il a signé avec le label London Records et a sorti le single Downtime.
En 2014, Woodgate et son frère Nick, sous le nom Magic Brothers, ont sorti un album intitulé The Magic Line sur le label Woodgate DW Records. L'album était dédié à leur père, Crispin Woodgate.
Le 1er juin 2015, Woodgate a publié un premier album solo, In Your Mind, sur le label DW Records. L'album a commencé sa vie en tant que deuxième parution pour les Magic Brothers, mais est finalement devenu un projet solo pour Woodgate. Parmi les chanteurs invités de cet album figurent l'épouse de Woodgate, Siobhan, et le chanteur du Velveteen Orkestra, Dan Shears.

## Vie privée
Woodgate avait déjà été marié à Jane Crockford des Mo-dettes, mais vit maintenant avec sa deuxième épouse Siobhan Fitzpatrick et leurs filles, Iona et Mary, à Beckenham, dans le Kent.. En 2009, il a couru le marathon de Londres en 3 h 45.
Le frère de Woodgate, Nick, a lutté contre la schizophrénie et, en 2013, Woodgate est devenu ambassadeur de l'organisme caritatif Rethink Mental Illness.

## Discographie
Album studio
- 2015 : In Your Mind

Single
- 2015 : In Your Mind